# Giovanni Antonio Dosio
Giovanni Antonio Dosio (* 1533 in San Gimignano; † 1611 in Caserta) war ein italienischer Architekt und Bildhauer der Hochrenaissance.

## Leben
Dosio war ein Sohn des Giovanbattista (Giovanni Battista) Dosio. Nach dem Tod des Vaters ging er 1548 im Alter von 15 Jahren nach Rom und begann seine künstlerische Laufbahn als Goldschmied. Von 1549 bis 1552 arbeitete er in der Werkstatt des Bildhauers Raffaello da Montelupo. Papst Paul IV. beauftragte ihn damit Statuen und Reliefs in Stucco für den Garten des Belvedere auszuführen. Vermutlich arbetrere er damals in der Werkstatt des Guglielmo della Porta, dessen Schüler er war. Nebenbei zeichnete Dosio Ansichten von nahezu allen neueren und älteren Gebäude Roms und veröffentlichte 1569 eine Schrift mit dem Titel Urbis Romae aedificiorum illustrium quae supersunt reliquiae. Er suchte die absoluten architektonischen Gesetze der Architektur zu ergründen und führte dazu Messungen an antiken Gebäuden durch, unter anderem im April 1574 am Pantheon, wie er Niccolò Gaddi in einem Brief berichtete. Er fertigte zahlreiche Zeichnungen von antiken Statuen, Kapitellen oder Säulenbasen und Skizzen von römischen Veduten an. In seiner Tätigkeit als Bildhauer schuf er Wandgräber in römischen Kirchen mit Renaissanceporträts. In der Zeit bis 1575 betätigt er sich überwiegend als Plastiker, anschließend entstanden seine wichtigsten architektonischen Werke. Als sein Hauptwerk wird der Palazzo Larderel in Florenz angesehen, welcher 1580 fertiggestellt wurde und der von Bruckhardt als „edelstes Haus der florentinischen Architektur“ bezeichnet wurde.
1561 trat Dosio in den Dienst Torquato Conti Contiein und entwarf Befestigungen für die Stadt Anagni. Von Mai bis Juni 1562 leitete er für Conti die Ausgrabungen hinter der Kirche SS. Cosma e Damiano, bei denen Teile des antiken Marmorplanes von Rom (Forma Urbis Romae) gefunden wurden. Es folgt die Schaffung einiger Epitaphe für bekannte Persönlichkeiten Roms mit Porträtbüsten oder Reliefs. Er war ein Vertrauensmann des Niccolò Gaddi den er bei Ankäufen von Antiken, Gemälden und Handzeichnungen berirt. Im Juni 1574 erhielt er vom Großherzog von Toskana den Auftrag in dessen Villa Ambrogiana in Florenz gemeinsam mit Bartolomeo Ammanati eine zu steile Treppe umzubauen. Im Oktober 1575 kehrte er nach einer überstandenen Krankheit aus zunächst Florenz zurück. Er hatte dort unter anderem für Giovanni Battista Altoviti, den Sohn des Bindo Altoviti, Zeichnungen für dessen Kapelle an der Kirche Madonna di Loreto angefertigt. Dosio mietete für sich am 26. Mai 1576 im Quartiere S. Spirito in Florenz ein Haus. Bis 1578 widmete er sich der Ausführung seiner Pläne für die Cappella Gaddi in Santa Maria Novella. Am 25. Juli 1578 war er wieder in Rom aktiv und im Jahr 1579 fertigte er die ersten Entwürfe für die Cappella Niccolini in Santa Croce wiederum in Florenz. Er war nach Florenz zurückgekehrt, weil ihn der Kardinal Alessandro de’ Medici (später Papst Leo XI.) 1582 beauftragt hatte, um einen neuen erzbischöflichen Palast (Palazzo Arcivescovile) an der Stelle zu errichten, an dem der vorherige 1533 durch Brand zerstört worden war. Der Bau blieb jedoch unvollendet. Dosio ließ den Teil zwischen Piazza S. Giovanni und der Via del Arcivescovo errichten. Im Jahr 1586 nahm Dosio an einer Konkurrenz für eine neue Fassade für S. Maria del Fiore teil, die der Großherzog Francesco ausgeschrieben hatte. Da dieser jedoch 1687 starb, kam es nicht zur Ausführung. Danach wirkte er als Architekt für den vom Prior Severo Turbolo (1581–1608) unternommenen Neubau der Kirche Certosa di San Martino in Neapel. Gemeinsam mit Ludovico Cigoli zeichnete er Pläne für den Umbau und der Vergrößerung des Palastes de’ Medici in Rom. In seinem Schaffen wurde er unter anderem von Baccio d’Agnolo und Michelangelo geprägt.

## Werke (Auswahl)
- Um 1556: Stadtplan von Rom 1561 bei Bartolomeo Faleti erschienen
- 1556: Statue der „Hoffnung“ am Grab des Giulio de Vecchi in SS. Apostoli, Rom
- Nach 1566: Porträtbüste für das Wandepitaph des am 28. November 1566 verstorbenen Dichters Annibale Caro in San Lorenzo in Damaso
- Nach 1567: Epitaph des Arztes Giovanni Pacini Reliefporträt in einem Medaillon, San Lorenzo in Damaso (am Pfeiler der Vorhalle).
- Dreiteiliges Wandgrab des Arztes Antonio Gallese mit Porträtbüste in S. Pietro in Montorio
- 1575: Wandepitaph des 1528 gefallenen französischen Connetables Michel Antonio, Marchese di Saluzzo mit Porträtbüste in S. Maria del Popolo

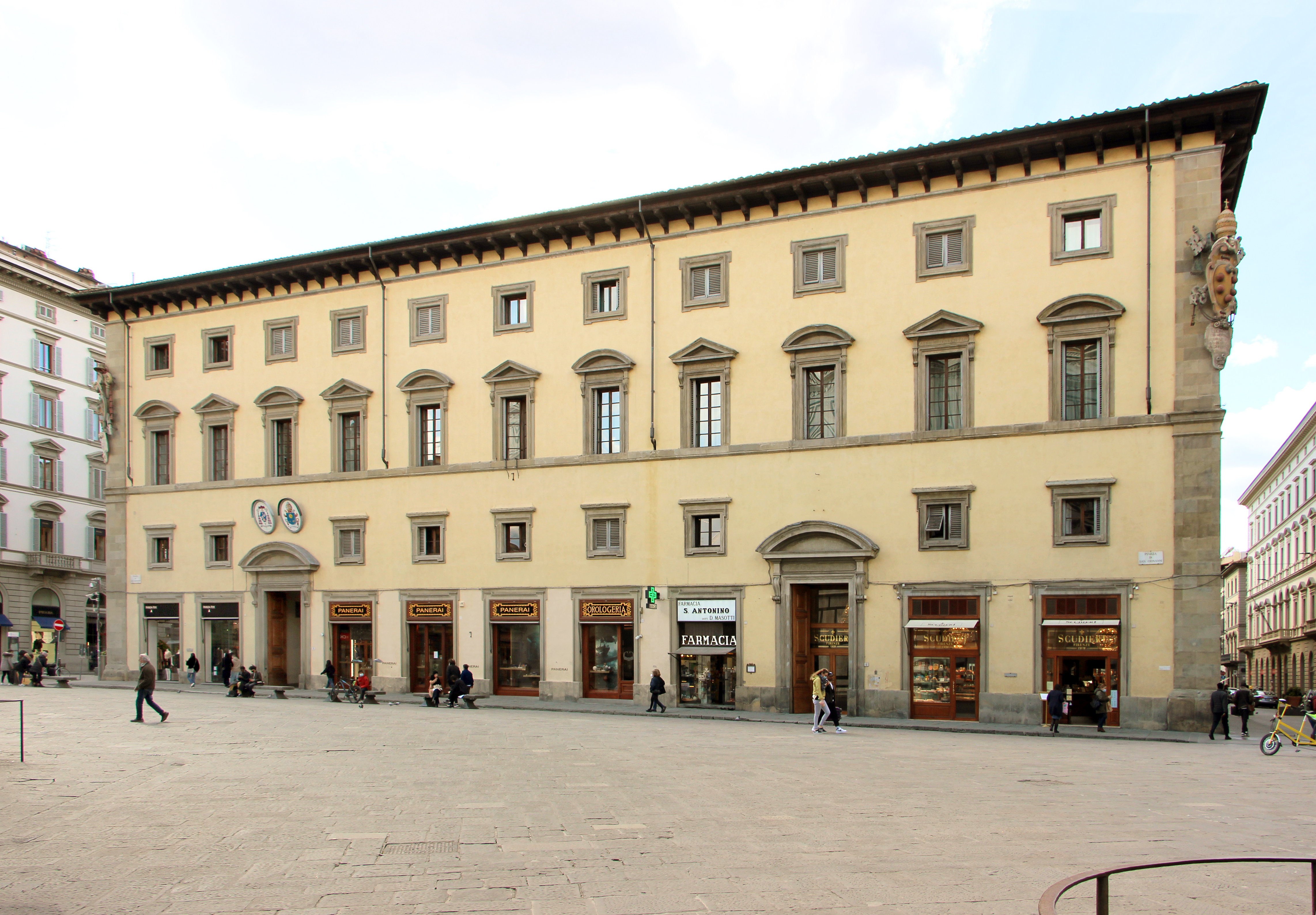
Palazzo Arcivescovile, Florenz, 1573
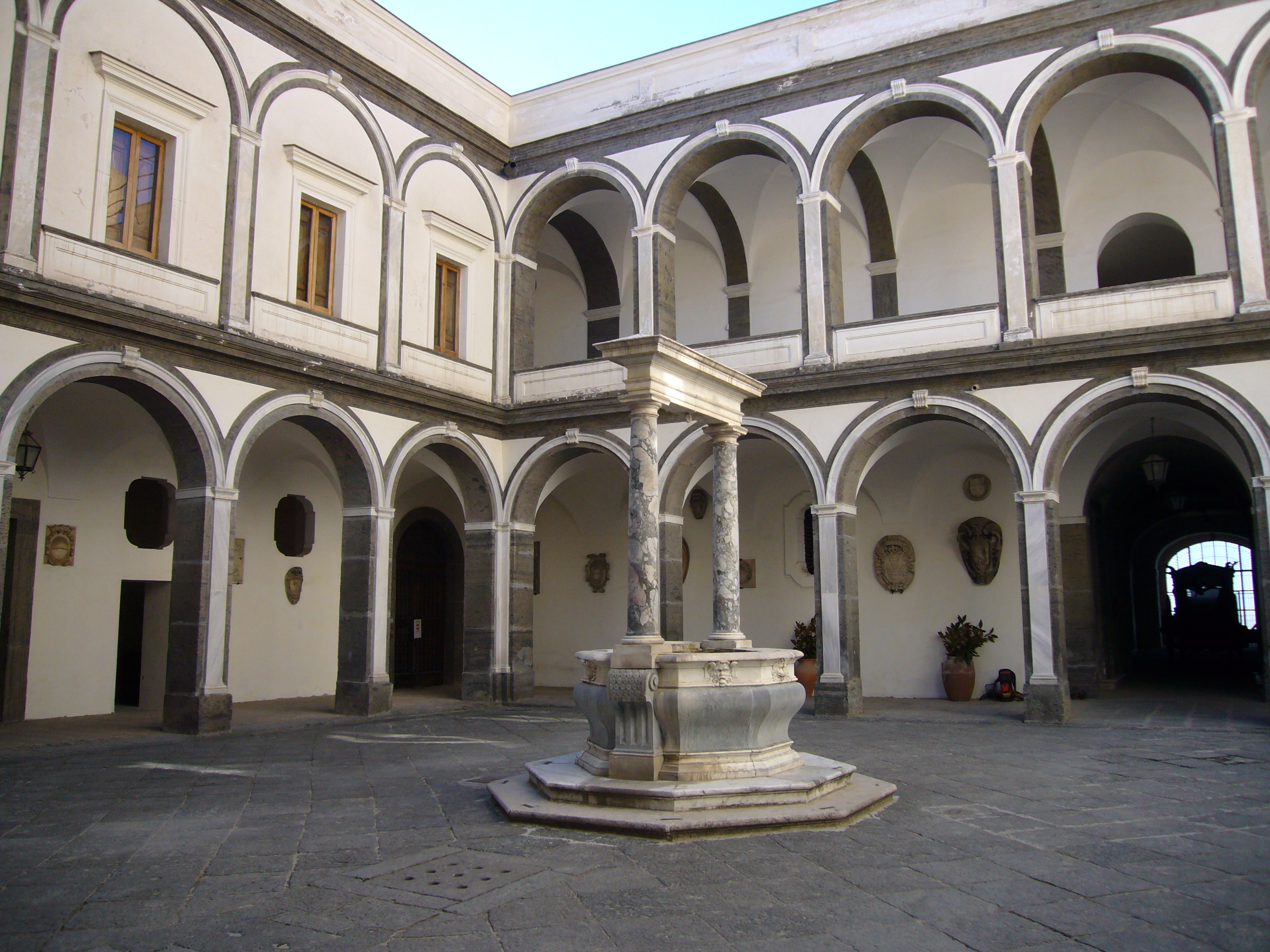
Certosa di San Martino, 1591
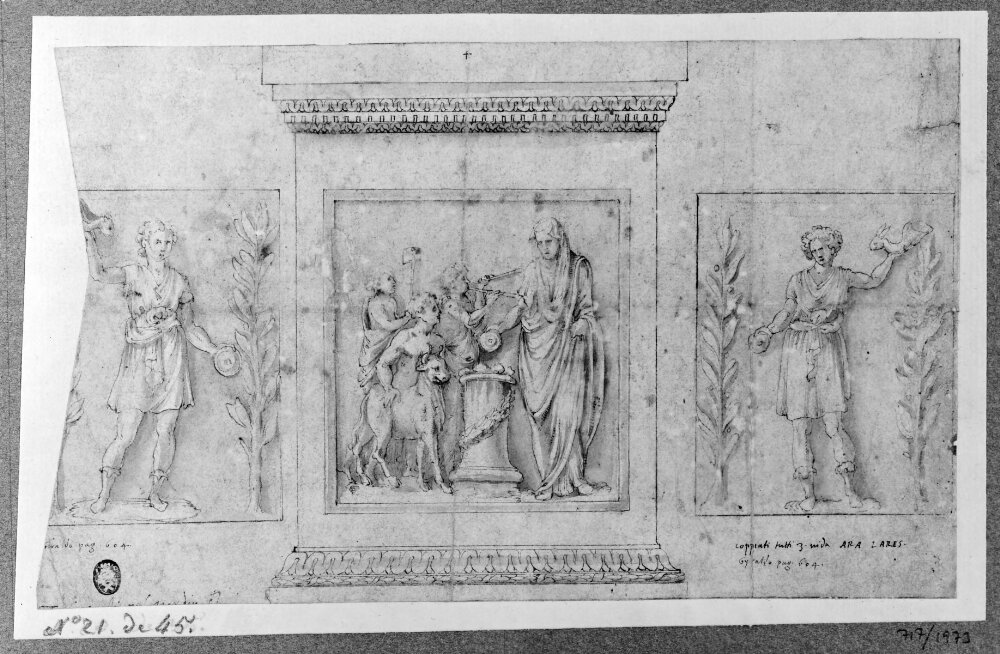
Drei Seiten eines römischen Altars, Zeichnung, Nationalmuseum, Stockholm